# Цезония
Вижте пояснителната страница за други личности с името Цезония.
Милония Цезония (на латински: Milonia Caesonia) е четвъртата жена на Калигула, майка на неговата единствена дъщеря Юлия Друзила.

## Произход
Бащата на Милония не е известен. Майка ѝ се казва Вистилия и произхожда от сенаторското съсловие. Нейният баща и брат последователно са претори при управлението на Октавиан и Тиберий. Брат ѝ е приятел с Друз Стари, а през 32 г. изпада в немилост и се самоубива.
Вистилия се е омъжва шест пъти. От различните си съпрузи има 7 деца. Милония е едно от тези деца. Скоро след нея се роажда и бъдещият римски пълководец Гней Домиций Корбулон, който е баща на Домиция Лонгина, която през 70 г. става съпруга на по-късния император Домициан.

## Римска императрица
По времето, когато среща Калигула, Цезония е била омъжена. От първия си брак има 3 деца. Не се отличавала нито с ум, нито с красота. Става любовница на Калигула около 39 г. Калигула се жени за нея през 40 г., в деня на раждането на своята единствена дъщеря.
Калигула я води при войската, заедно със себе си, облечена във военни дрехи. Имало слухове, че Цезония упоила мъжа си с любовна магия, която го довела до безумие.
Убита е по време на успешния заговор на началника на преторианците Херей от 24 януари 41 г. За тази постъпка Херей е екзекутиран от император Клавдий. Другите участници в заговора са пуснати на свобода. Преди смъртта си проявила мъжество и достойнство и твърдяла, че е предупреждавала Калигула, но той не я е послушал.